# Frygnowo
Frygnowo (Duits: Frögenau) is een plaats in het Poolse district  Ostródzki, woiwodschap Ermland-Mazurië. De plaats maakt deel uit van de gemeente Grunwald en telt 1000 inwoners.